# Помилково звинувачений (фільм)
«Помилко́во звинува́чений» (англ. Wrongfully Accused) — американсько-німецький кінофільм-пародія на популярні голівудські фільми: «Втікач», «Титанік», «Місія нездійсненна», «Ігри патріотів», «Хоробре серце», «Зоряні війни», «Фатальний потяг», «Звичайні підозрювані», «На північ через північний захід» та інші. Варіанти перекладу назви — «Без вини винний» (калька з російської).

## Сюжет
Відомого скрипаля Раяна Гаррісона (Леслі Нільсен) помилково звинувачують у вбивстві і засуджують до смертної кари, але дорогою до в'язниці йому вдається втекти. З цієї миті він починає розшукувати справжнього вбивцю — одноруку, одноногу та однооку людину. Окрім цього на Гаррісона полює судовий виконавець.

## У ролях
- Леслі Нільсен — Раян Гаррісон
- Річард Кренна — Фергюс Фоллс
- Келлі Леброк — Лорен Ґудг'ю
- Мелінда Макгроу — Кесс Лейк
- Сандра Бернхард — доктор Фрідлі
- Майкл Йорк — Гибинг Ґудг'ю
- Аарон Перл — Шон Логрі

## Цікаві факти
- Касові збори склали 9,6 млн доларів США.
- У лікарні звучить оголошення для лікарів Бентона, Картера, Гріна, Вівер та Росса — це прізвища головних героїв телесеріалу «Швидка допомога»; прізвище лікаря Кімбла з іншого оголошення відсилає до фільму «Утікач».
- Сценарист Пет Профт, який народився в Міннесоті, дав кільком персонажам прізвища за назвами міст свого рідного штату (Ґудг'ю та інші). Ім'я головного героя складається з імені актора Гаррісона Форда (фільм пародіює його роль в «Утікачі») та імені його персонажу — Джек Раян — у фільмах «Пряма і явна загроза» й «Ігри патріотів».